# Ilse Ester Hoffe
Ilse Ester Hoffe (geboren als Ilse Esther Reich 8. Mai 1906 in Troppau, Österreich-Ungarn; gestorben 2. September 2007 in Tel Aviv) war die Sekretärin und Lebensgefährtin des Schriftstellers und Kafka-Herausgebers Max Brod. 

## Leben
Ilse Esther Reich war eine Tochter des Oberbaurats Josef Reich und der Hedwig Nobel. Sie besuchte das Lyzeum in Troppau, ging zum Französischlernen an ein Lycée in Nancy und zum Englischlernen nach England. Hoffe floh 1939 mit Mann und zwei Kindern aus dem deutsch-besetzten Prag nach Frankreich und 1940 nach Palästina. Dort lernte sie Max Brod kennen und wurde seine Mitarbeiterin. Hoffe veröffentlichte ab 1947 eigene Gedichte in deutschen und Schweizer Zeitungen und 1967 einen Gedichtband in München.

## Max Brods Nachlass und die Kafka-Handschriften
Max Brod schenkte Ilse Ester Hoffe 1947 die Kafka-Handschriften aus seinem Besitz, darunter Briefe und die Manuskripte von Kafkas Process, Beschreibung eines Kampfes und Hochzeitsvorbereitungen auf dem Lande. Er bestätigte die Schenkung 1952, indem er auf die jeweiligen Mappen mit Datum und Unterschrift schrieb: „Dies ist Eigentum von Ester Hoffe“, was diese mit dem Satz quittierte: „Ich nehme diese Schenkungen an.“ Nach Brods Tod 1968 erbte sie dessen literaturhistorisch bedeutenden Nachlass, darunter Brods Korrespondenz und wichtige Manuskripte zum Werk Franz Kafkas, mit der Auflage, dass die materiellen Rechte und Ansprüche aus Kafkas Handschriften nach ihrem Tod ihren Erben zufallen sollten, diese aber verpflichtet seien, diesen Teil des Nachlasses „der Bibliothek der Hebräischen Universität Jerusalem oder der Städtischen Bibliothek Tel Aviv oder einem anderen öffentlichen Archiv im Inland oder Ausland“ zu übergeben und wissenschaftlich zugänglich zu machen. Hoffes Umgang mit diesem Nachlass wurde wiederholt kritisiert, insbesondere dass sie immer wieder Teile daraus verkaufte oder auf Auktionen versteigern ließ, ohne dass sie bereit war, mit der literaturwissenschaftlichen Forschung zusammenzuarbeiten. Auf diese Weise gelangte 1988 mit Der Process das Romanmanuskript Kafkas nach einer Versteigerung beim Auktionshaus Sotheby’s zunächst in eine private Sammlung, später in das Deutsche Literaturarchiv in Marbach. Bei der Versteigerung wurde der Preis von einer Million Pfund erzielt, umgerechnet damals 3,5 Millionen D-Mark, der höchste Betrag, der jemals für ein Manuskript der modernen Literatur gezahlt wurde.
Andere Teile aus Brods und Kafkas Nachlass verblieben dagegen unzugänglich in Hoffes Besitz. Nach ihrem Tod im hohen Alter von 101 Jahren machten sich Literaturwissenschaftler Hoffnung, den Nachlass erschließen zu können.
Eva Hoffe und Ruth Wiesler (1932–2012), die beiden Töchter Esther Hoffes, strengten nach dem Tod ihrer Mutter einen Prozess um den Nachlass Brods und Kafkas gegen die Israelische Nationalbibliothek an. Anfang Januar 2010 verfügte ein Gericht in Tel Aviv, dass sie sich bis spätestens 15. Januar 2010 mit dem israelischen Nationalarchiv und der Nationalbibliothek über den Zugang zu fünf Bankschließfächern mit Manuskripten Kafkas einigen müssten, sonst würden die Safes von Gerichts wegen zwangsweise geöffnet.
Am 20. Januar 2010 wurde bekannt, dass die Öffnung angeordnet wurde. Ein vom Gericht bestellter Gutachter sollte die Rechtmäßigkeit der Schenkungsurkunde von Max Brod an die Familie Hoffe überprüfen. Die Schwestern wollten den Nachlass von Brod und die verbliebenen Kafka-Dokumente an das Deutsche Literaturarchiv in Marbach verkaufen. Dagegen erhob die Israelische Nationalbibliothek in Jerusalem Anspruch auf Herausgabe des Nachlasses. In der Tat gaben die israelischen Gerichte durch alle Instanzen der Nationalbibliothek recht, zuletzt im August 2016 am Obersten Gericht der Richter Eljakim Rubinstein. Dan Miron kritisierte dieses Urteil in Haʾaretz scharf, denn mit dem Urteil des Obersten Gerichts würden völlig unangebracht „nationalistisches Denken und lokale Interessen über die universellen und objektiven Interessen der literarischen Kultur“ gestellt. Eva Hoffe kommentierte das Urteil mit den Worten, es zeige und belege den „Willen, Besitz zu ergreifen, nicht Recht zu sprechen“.